# Congressional Budget Office
Das Congressional Budget Office (CBO) ist eine Behörde des Kongresses der Vereinigten Staaten mit etwa 240 Mitarbeitern. Sie wurde 1974 durch den Congressional Budget and Impoundment Control Act geschaffen. Die Behörde verfügte im US-Haushaltsjahr 2011 über ein Budget von etwa 46,8 Millionen US-Dollar.
Die Aufgabe der Behörde ist die Prüfung und Schätzung der nötigen und geplanten Ausgaben innerhalb eines Haushaltsjahrs. Sie übernimmt damit für den Kongress dieselben Funktionen, die das Office of Management and Budget für den Präsidenten ausübt. Darüber hinaus ermittelt die Behörde die Kosten, die neue Gesetzesvorlagen hervorrufen. Dabei sollen dem Kongress unabhängig, nachprüfbare und zeitnahe Informationen bereitgestellt werden, um eine effektive Kontrolle sowohl des Haushalts als auch der Regierungsarbeit durch die Exekutive zu ermöglichen.
Das Congressional Budget Office wird von einem Director geleitet, der vom Sprecher des Repräsentantenhauses und vom Präsident pro tempore des Senats auf Vorschlag der Haushaltsausschüsse der beiden Kammern für eine Amtszeit von vier Jahren ernannt wird. Seit April 2019 übt Phillip Swagel dieses Amt aus. Der Director ernennt nach eigenem Ermessen entsprechend den Qualifikationen der Bewerber die restlichen Mitarbeiter der Behörde. Die Parteizugehörigkeit wird bei der Mitarbeiterwahl nicht berücksichtigt, um die politische Unabhängigkeit der Behörde sicherzustellen.